# Hartford County
Hartford County är ett administrativt område i delstaten Connecticut, USA. Hartford är ett av åtta countys i delstaten och ligger i den norra centrala delen av Connecticut. 

## Geografi
År 2010 hade Hartford County 894 014 invånare. Den totala ytan av countyt är 1 944 km² (1 905 km² är land, 39 km² är vatten).

### Angränsande countyn
- Hampden County, Massachusetts (north)
- Tolland County öst
- New London County sydöst
- Middlesex County syd
- New Haven County sydväst
- Litchfield County väst